# Quarto Sistema de Partido
O Fourth Party System foi o sistema de partido político nos Estados Unidos de 1896 a 1932 que foi dominado pelo Partido Republicano, exceto em 1912 em que os democratas conquistaram a Casa Branca e a mantiveram por oito anos.
Os textos de história americana costumam chamar o período de Era Progressiva. O conceito foi introduzido sob o nome de " Sistema de 1896 " por EE Schattschneider em 1960, e o esquema de numeração foi adicionado por cientistas políticos em meados da década de 1960.
O período caracterizou uma transformação das questões do Terceiro Sistema, que se concentrou na Guerra Civil Americana, Reconstrução, raça e questões monetárias. A era começou na severa depressão de 1893 e nas eleições extraordinariamente intensas de 1896. Incluiu a Era Progressista, a Primeira Guerra Mundial e o início da Grande Depressão. A Grande Depressão causou um realinhamento que produziu o Quinto Sistema, dominado pela Coalizão Democrática do New Deal até a década de 1970.
As questões domésticas centrais diziam respeito à regulamentação governamental de ferrovias e grandes corporações ("trusts"), a questão do dinheiro (ouro versus prata), a tarifa protecionista, o papel dos sindicatos, trabalho infantil, corrupção no política partidária, segregação racial, eficiência no governo, sufrágio feminino, controle da imigração, entre outras. A política externa centrou-se na Guerra Hispano-Americana de 1898, na Revolução Mexicana, na Primeira Guerra Mundial e na criação da Liga das Nações. As personalidades dominantes incluíram os presidentes William McKinley (R), Theodore Roosevelt (R) e Woodrow Wilson (D), o candidato presidencial três vezes William Jennings Bryan (D) e o republicano progressista de Wisconsin Robert M. La Follette.

## Início
O período começou com o realinhamento de 1894-96. A eleição presidencial de 1896 costuma ser vista como uma eleição de realinhamento, na qual triunfou a visão de McKinley de um governo central mais forte construindo a indústria americana por meio de tarifas protetoras e um dólar baseado em ouro. Os padrões de votação estabelecidos deslocaram o quase impasse que os principais partidos mantinham desde a Guerra Civil; o domínio republicano então iniciado continuaria até 1932, outra eleição de realinhamento com a ascensão de Franklin Roosevelt. De acordo com o biógrafo, "McKinley apelou para uma América industrializada e urbanizada muito diferente".
A vitória republicana em 1896 sobre William Bryan e seu Partido Democrata foi relativamente apertada na primeira vez. Quando a vitória republicana se repetiu em 1900 por uma margem ainda maior, a confiança nos negócios foi restaurada, uma longa época de prosperidade foi inaugurada e a maioria das questões e personalidades do Terceiro Sistema foram varridas. Os republicanos conseguiram o domínio no Nordeste industrial e uma nova força nos estados fronteiriços. Assim, estava aberto o caminho para o Movimento Progressista impor uma nova forma de pensar e uma nova agenda.
Durante esse período, ocorreu uma mudança geracional à medida que os veteranos da Guerra Civil envelheceram e foram substituídos por uma geração mais jovem, mais preocupada com a justiça social e com a redução das desigualdades do capitalismo industrial. O Partido Democrata, depois de ter sido amplamente excluído da política nacional nas décadas seguintes à Guerra Civil, ressurgiria durante esse período graças aos novos blocos de votação de imigrantes. A presidência de Woodrow Wilson marcou um divisor de águas como uma nova geração de democratas sem a bagagem da escravidão e da secessão. Enquanto isso, o Partido Republicano, após uma breve aventura com o progressismo de Theodore Roosevelt, rapidamente se reafirmou como o partido das grandes empresas e laissez-faire.

## A tarifa
A proteção era o cimento ideológico que mantinha unida a coalizão republicana. Tarifas altas foram usadas pelos republicanos para prometer maiores vendas às empresas, salários mais altos aos trabalhadores industriais e maior demanda por suas safras aos agricultores. A grande batalha sobre a alta Lei de Tarifas Payne-Aldrich em 1910 separou os republicanos e estabeleceu o realinhamento em favor dos democratas.

## Reformas progressivas
Alarmados com as novas regras do jogo para financiamento de campanha, os progressistas lançaram investigações e denúncias sobre ligações corruptas entre chefes de partidos e empresas. Novas leis e emendas constitucionais enfraqueceram os chefes dos partidos instalando primárias e elegendo senadores diretamente. Theodore Roosevelt compartilhou a crescente preocupação com a influência das empresas no governo. Quando William Taft acenou para os conservadores pró-negócios em termos de tarifas e questões de conservação, Roosevelt rompeu com seu velho amigo e seu antigo partido. Ele lutou pela presidência em 1912 à frente de um malfadado partido progressista "Bull Moose". O cisma com Roosevelt ajudou a eleger Wilson em 1912 e deixou os conservadores pró-negócios como a força dominante no Partido Republicano. O Partido Republicano elegeu Warren G. Harding e Calvin Coolidge. Em 1928, Herbert Hoover tornou-se o último presidente do Quarto Sistema do Partido.
Muitos dos progressistas, especialmente no Partido Democrata, apoiavam os sindicatos. Os sindicatos se tornaram componentes importantes do Partido Democrata durante o Quinto Sistema Partidário. No entanto, os historiadores há muito debatem por que nenhum Partido Trabalhista surgiu nos Estados Unidos, em contraste com a Europa Ocidental.
A Grande Depressão que começou em 1929 estragou o otimismo da nação e arruinou as chances republicanas. Em uma perspectiva de longo prazo, Al Smith iniciou em 1928 um realinhamento eleitoral - uma nova coalizão - baseada entre etnias e grandes cidades que significou o fim da política sem classes do Sistema do Quarto Partido e ajudou a inaugurar o Sistema do Quinto Partido com Franklin D. Roosevelt. Como explica um cientista político, "A eleição de 1896 inaugurou o Sistema do Quarto Partido... e eleitores católicos que mais tarde se tornariam componentes centrais da coalizão do New Deal e quebrariam o padrão de polarização de classe mínima que caracterizou o Sistema do Quarto Partido". Em 1932, a vitória esmagadora do democrata Franklin D. Roosevelt levou à coalizão do New Deal que dominou o Sistema do Quinto Partido, depois de 1932.

## Sufrágio feminino
As mulheres definiram vigorosamente seu papel nos partidos políticos de 1880 a 1920, com mulheres partidárias geralmente formando auxiliares dos partidos republicano e democrata. A formação do Partido Progressista de Roosevelt em 1912 ofereceu às mulheres uma chance de igualdade. A líder do partido progressista, Jane Addams, defendeu abertamente o partidarismo das mulheres. Os democratas, liderados por Woodrow Wilson, esquivaram-se das demandas feministas pelo voto, insistindo que os estados deveriam lidar com o assunto, percebendo que o Sul se opunha fortemente ao sufrágio feminino. Depois que os democratas de Nova York votaram, Wilson alterou o curso e apoiou uma emenda constitucional nacional, que finalmente foi aprovada em 1920 com o apoio do Tennessee. Depois de 1920, a inclusão e o poder nos partidos políticos persistiram como questões para as partidárias. No início da década de 1920, ambos os partidos prestaram atenção especial aos interesses das mulheres e nomearam mulheres simbólicas para alguns cargos altamente visíveis. O Congresso aprovou um importante programa de assistência social buscado pelas mulheres, o Sheppard-Towner Act de 1921. Em 1928, era evidente para os políticos do sexo masculino que as mulheres tinham um partidarismo mais fraco do que os homens, mas suas opiniões sobre questões políticas eram paralelas com algumas exceções, como paz e proibição. No longo prazo, 1870-1940, o sufrágio feminino nos níveis estadual e federal foi correlacionado com aumentos nas despesas e receitas do governo estadual e padrões de votação mais liberais para os representantes federais.

## Proibição
Na maior parte do país, a proibição teve uma importância central na política progressista antes da Primeira Guerra Mundial, com uma forte dimensão religiosa e étnica. A maioria dos protestantes pietistas eram "secos" que defendiam a proibição como solução para os problemas sociais; eles incluíam metodistas, congregacionais, discípulos, batistas, presbiterianos, quacres e luteranos escandinavos. Do lado "molhado", episcopais, católicos irlandeses, luteranos alemães e católicos alemães atacaram a proibição como uma ameaça a seus costumes sociais e liberdade pessoal. Os proibicionistas apoiavam a democracia direta para permitir que os eleitores contornassem a legislatura estadual na elaboração de leis. Depois de 1914, a questão mudou para a oposição dos alemães à política externa de Woodrow Wilson. Na década de 1920, no entanto, a explosão repentina e inesperada de crimes nas grandes cidades associados ao contrabando minou o apoio à proibição, e os democratas aceitaram a causa da revogação, finalmente obtendo sucesso em 1932.

## Políticas internacionais
A Guerra Hispano-Americana em 1898 precipitou o fim do Império Espanhol no Caribe e no Pacífico, com o Tratado de Paris em 1898 dando aos Estados Unidos o controle sobre as ex-colônias espanholas. A propriedade permanente das Filipinas foi uma questão importante na eleição presidencial de 1900. William Bryan, embora fortemente favorável à guerra contra a Espanha, denunciou a aquisição permanente das Filipinas, fortemente defendida pelos republicanos, especialmente pelo candidato à vice-presidência Theodore Roosevelt.
Os Estados Unidos também apareceram no cenário mundial nos últimos anos da Primeira Guerra Mundial. O presidente Woodrow Wilson tentou negociar a paz na Europa, mas quando a Alemanha começou uma guerra submarina irrestrita contra a navegação americana no início de 1917, ele convocou o Congresso a declarar guerra. Ignorando os assuntos militares, ele se concentrou na diplomacia e nas finanças. Na frente doméstica, criou o War Industries Board, promoveu o crescimento sindical, supervisionou a agricultura e a produção de alimentos por meio do Food and Fuel Control. Act, assumiu o controle das ferrovias e suprimiu os movimentos anti-guerra de esquerda. Como os estados europeus, os Estados Unidos experimentaram uma economia de guerra. Em 1918, Wilson defendeu várias reformas internacionais nos Quatorze Pontos, entre elas diplomacia pública, liberdade de navegação, "igualdade de condições comerciais" e remoção de barreiras econômicas, um "ajuste imparcial de todas as reivindicações coloniais", a criação de um estado polonês (segunda República Polonesa) e, mais importante, a criação de uma associação de nações. Este último se tornaria a Liga das Nações. A Liga tornou-se altamente controversa para Wilson e os republicanos se recusaram a fazer concessões. Os eleitores em 1920 mostraram pouco apoio à Liga e os Estados Unidos nunca aderiram a ela. A paz era um tema político importante na década de 1920.
Os loucos anos 20 foram marcados, no cenário internacional, pelo problema das reparações econômicas devidas da Alemanha à França e Grã-Bretanha, bem como por várias reivindicações irredentistas. Os EUA atuaram como mediadores nesse conflito, primeiro com o Plano Dawes em 1924 e depois com o Plano Young em 1929.